# Andrew Raffo Dewar
Andrew Raffo Dewar (Rosario (Argentinië), 1975) is een Amerikaanse muzikant in de jazz en geïmproviseerde muziek. Hij speelt sopraansaxofoon en is componist.
Dewar werkte vanaf 1995 in de muziekscene van Minneapolis, later werd hij actief in New Orleans, de San Francisco Bay Area en New York. Hij had les bij Steve Lacy, Anthony Braxton, Phillip Greenlief, Alvin Lucier, Bill Dixon en Milo Fine. Hij heeft zich beziggehouden met traditionele Indonesische muziek en experimentele muziek. Hij componeerde voor verschillende ensembles in Indonesië, Amerika en Japan. Hij ontving beurzen en prijzen, van Arts International, Meet The Composer en de Getty Foundation. Dewar werkte o.a. met Anthony Braxton's 12+1tet (9 Compositions (Iridium) 2006) en in het Bill Dixon Orchestra (17 Musicians in Search of a Sound: Darfur, 2007). Dewar is assistant-professor voor interdisciplinaire kunsten aan New College en aan de School of Music van de University of Alabama.